# Alessia Patuelli
Alessia Patuelli (Imola, 22 december 2002) is een Italiaanse wielrenster die vanaf 2023 rijdt voor Bepink.
In 2019 werd Patuelli zevenendertigste op het Wereldkampioenschap wielrennen op de weg voor juniorvrouwen. Tot 2022 kwam ze uit voor UAE Team ADQ. 
Haar vader Andrea Patuelli was ook actief als professioneel wielrenner.

## Ploegen
- 2021 —  Alé BTC Ljubljana
- 2022 —  UAE Team ADQ
- 2023 —  Bepink

Bastianelli · Boogaard · Bujak · Chursina · García · Guderzo · Patuelli · Pintar · Reusser · Tomasi · Trevisi · Wright
al Sayegh · Bastianelli · Bertizzolo · Boogaard · Bujak · García · Ivanchenko · Magnaldi · Novolodskaja · Patuelli · Pintar · Tomasi · Trevisi · Wright · Zanetti